# خوان مارتين أميفا
خوان مارتين أميفا (بالإسبانية: Juan Martín Amieva)‏ هو لاعب كرة قدم أرجنتيني في مركز الهجوم، ولد في 27 سبتمبر 1988 في مدينة سان لويس في الأرجنتين. لعب مع ديبورتيس أنتوفاغاستا.

## وصلات خارجية
- خوان مارتين أميفا على موقع قاعدة بيانات كرة القدم.إي يو (الإنجليزية)
- خوان مارتين أميفا على موقع Soccerway.com (الإنجليزية)